# Granica litewsko-niemiecka
Granica litewsko-niemiecka – granica międzypaństwowa pomiędzy Republiką Weimarską (później III Rzesza) i Pierwszą Republiką Litewską, istniejąca w latach 1918−1945. Przy granicy znajdował się najdalej na północ wysunięty punkt przedwojennych Niemiec.

## Kształtowanie się granicy
W 1918 powstała Pierwsza Republika Litewska. Graniczyła ona poprzez Prusy Wschodnie z Niemcami. Okręg Kłajpedy (patrz mapka) należał przed 1918 do Niemiec i został przyznany Litwie w 1923 roku. Granica miała wówczas długość 273 km. 22 marca 1939 roku okręg ten Niemcy przyłączyli do ponownie do Rzeszy. W roku 1940 Litwa utraciła niepodległość − powstała Litewska Socjalistyczna Republika Radziecka. W 1945 roku, po zakończeniu II wojny światowej, na obszarze Prus Wschodnich został utworzony sowiecki obwód królewiecki. Obecnie jest to granica litewsko-rosyjska.

## Przebieg
Granica rozpoczynała się nad Morzem Bałtyckim, kończyła przy trójstyku z granicami polsko-litewską i polsko-niemiecką. Granica biegła głównie wzdłuż rzek Niemen na północy i Szeszupa na północnym wschodzie. Przy ujściu Niemna do Bałtyku granica opuszczała koryto rzeki, wychodząc na lewy brzeg.